# ایلوان
ایلوان یکی از پادشاهان کوتیان بود که در حدود سال‌های ۲۲۱۵ تا ۲۲۱۳ پیش از میلاد حکمرانی می‌کرد. دوران حکومت کوتاه وی مصادف با آخرین سال‌های تسلط کوتیان بر بین‌النهرین پیش از سرنگونی نهایی توسط اوروک بود.

## جایگاه تاریخی
ایلوان در دوره‌ای حکومت کرد که قدرت کوتیان در حال افول بود. منابع تاریخی از جمله فهرست‌های پادشاهی میانرودان، نام او را به عنوان یکی از آخرین پادشاهان این سلسله ثبت کرده‌اند.

## چالش‌های حکومت
دوران حکومت ایلوان با مشکلات متعددی همراه بود:
- شورش‌های داخلی در قلمرو کوتیان
- فشار فزاینده از سوی شهرهای بین‌النهرینی
- تهاجمات احتمالی از سوی اوروک[۳]